# Pierre Brunet (remer)
Pierre Brunet (francès: Pierre André Brunet)  (6è arrondissement de Lió, 27 de febrer de 1908 - 3r districte de Lió, 12 de maig de 1979) va ser un remer francès que va competir durant les dècades de 1920 i 1930.
El 1932 va prendre part en els Jocs Olímpics de Los Angeles, on guanyà la medalla de bronze en la competició del dos amb timoner del programa de rem. Feia equip amb Anselme Brusa i André Giriat. N'era el timoner.
En el seu palmarès també destaca una medalla d'or al Campionat d'Europa de 1931, i els campionats francesos de 1927 i 1931.